# Titularbistum Siunia
Siunia  ist ein Titularbistum der römisch-katholischen Kirche.
Es geht zurück auf ein früheres Bistum in der römischen Provinz Cappadocia bzw. in der Spätantike Armenia minor in der heutigen östlichen Türkei. Das Bistum gehörte der Kirchenprovinz Sebaste an.
| Titularbischöfe von Siunia |                                      |                                                                   |                    |                  |
| Nr.                        | Name                                 | Amt                                                               | von                | bis              |
| 1                          | Antoine Etienne Aconcius Kover OMVen |                                                                   | 28. Mai 1804       | 1824             |
| 2                          | Georges Hurmuz CMV                   | Generalabt der Mechitaristen von Venedig                          | 18. November 1876  | 28. August 1889  |
| 3                          | Luigi Piavi OFM                      | Apostolischer Delegat Apostolischer Vikar von Aleppo (Syrien)     | 16. Dezember 1771  | 1778             |
| 4                          | Thomas Langdon Grace OP              | emeritierter Bischof von Saint Paul (USA)                         | 24. September 1889 | 22. Februar 1897 |
| 5                          | Anton Bonaventura Jeglič             |                                                                   | 14. Juli 1897      | 24. März 1898    |
| 6                          | Francisco Alberti                    | Weihbischof in La Plata Weihbischof in Buenos Aires (Argentinien) | 21. Februar 1899   | 13. Juli 1921    |